# Publons
Publons es una plataforma de servicio web gratuito de registro, rastreo, verificación y reconocimiento de actividades académicas relacionadas con la revisión por pares y la edición de publicaciones científicas. Fue lanzado en 2012 y fue comprado por Clarivate en 2017. En 2017 tenía más de 200.000 investigadores dados de alta pasando luego de un lustro a más de 3.000.000, y más de un millón de reseñas de más de 25.000 revistas. En 2019, ResearcherID se integró con Publons.
Publons produce un registro verificado de la actividad editorial y de revisión de una persona para revistas, que se puede descargar para incluir en los currículos, solicitudes de empleo y financiamiento, y evaluaciones de promoción y desempeño. El modelo de negocio de Publons se basa en la asociación con editores.

## Misión
La empresa tiene como lema la aceleración de la ciencia usando el potencial de la revisión por pares, haciendo esta sea más trazable, medible y evaluable. Para ello declara tener un modelo de negocio basado en acuerdos con editoriales.